# Grand Prix San Marina 1999
Grand Prix San Marina 19° Gran Premio Warsteiner di San Marino
- 2. květen 1999
- Okruh Imola
- 62 kol x 4,930 km = 305,660 km
- 633. Grand Prix
- 34. vítězství Michaela Schumachera
- 121. vítězství pro Ferrari

## Výsledky
| Pozice | Jezdec                | Vůz            | Čas                  |
| ------ | --------------------- | -------------- | -------------------- |
| 1      | Michael Schumacher    | Ferrari F399   | 1:33'44.792          |
| 2      | David Coulthard       | McLaren MP4/14 | á 0:04,265           |
| 3      | Rubens Barrichello    | Stewart SF3    | á 1 kolo             |
| 4      | Damon Hill            | Jordan 199     | á 1 kolo             |
| 5      | Giancarlo Fisichella  | Benetton B199  | á 1 kolo             |
| 6      | Jean Alesi            | Sauber C19     | á 1 kolo             |
| 7      | Mika Salo             | BAR 001        | á 3 kola             |
| 8      | Luca Badoer           | Minardi M01    | á 3 kola             |
| 9      | Marc Gene             | Minardi M01    | á 3 kola             |
| Kolo   | Odstoupili            | -              | -                    |
| 59     | Johnny Herbert        | Stewart SF3    | Motor                |
| 59     | Alessandro Zanardi    | Williams FW21  | Nehoda               |
| 50     | Pedro Diniz           | Sauber C19     | Mimo trať            |
| 49     | Olivier Panis         | Prost AP02     | Motor                |
| 47     | Eddie Irvine          | Ferrari F399   | Motor                |
| 47     | Heinz-Harald Frentzen | Jordan 199     | Nehoda               |
| 30     | Toranosuke Takagi     | Arrows FA20    | Mechanická závada    |
| 29     | Ralf Schumacher       | Williams FW21  | Požár motoru         |
| 18     | Mika Häkkinen         | McLaren MP4/14 | Mimo trať            |
| 6      | Pedro de la Rosa      | Arrows FA20    | Kolize s Wurzem      |
| 6      | Alexander Wurz        | Benetton B199  | Kolize s de la Rosou |
| 1      | Jarno Trulli          | Prost AP02     | Kolize               |
| 0      | Jacques Villeneuve    | BAR 001        | Elektronika          |

### Nejrychlejší kolo
- Michael Schumacher Ferrari 1'28547

### Vedení v závodě
- 1-17 kolo Mika Häkkinen
- 18-35 kolo David Coulthard
- 36-62 kolo Michael Schumacher

### Postavení na startu
| 1. řada  | 1                                     | 2                                      |
|          | Mika Häkkinen McLaren 1'26.362        | David Coulthard McLaren 1'26.384       |
| 2. řada  | 3                                     | 4                                      |
|          | Michael Schumacher Ferrari 1'26.538   | Eddie Irvine Ferrari 1'26.993          |
| 3. řada  | 5                                     | 6                                      |
|          | Jacques Villeneuve BAR 1'27.313       | Rubens Barrichello Stewart 1'27.409    |
| 4. řada  | 7                                     | 8                                      |
|          | Heinz-Harald Frentzen Jordan 1'27.613 | Damon Hill Jordan 1'27.708             |
| 5. řada  | 9                                     | 10                                     |
|          | Ralf Schumacher Williams 1'27.770     | Alessandro Zanardi Williams 1'28.142   |
| 6. řada  | 11                                    | 12                                     |
|          | Olivier Panis Prost 1'28.205          | Johnny Herbert Stewart 1'28.246        |
| 7. řada  | 13                                    | 14                                     |
|          | Jean Alesi Sauber 1'28.253            | Jarno Trulli Prost 1'28.403            |
| 8. řada  | 15                                    | 16                                     |
|          | Pedro Diniz Sauber 1'28.599           | Giancarlo Fisichella Benetton 1'28.750 |
| 9. řada  | 17                                    | 18                                     |
|          | Alexander Wurz Benetton 1'28.765      | Pedro de la Rosa Arrows 1'29.293       |
| 10. řada | 19                                    | 20                                     |
|          | Mika Salo BAR 1'29.451                | Toranosuke Takagi Arrows 1'29.656      |
| 11. řada | 21                                    | 22                                     |
|          | Marc Gene Minardi 1'30.035            | Luca Badoer Minardi 1'30.945           |
| -------- | ------------------------------------- | -------------------------------------- |

### Zajímavosti
- 200. GP pro Sauber
- Ferrari zde dokázalo vyhrát, ač je to z geografického hlediska trať pro ni nejbližší, naposledy v roce 1983, kdy zde triumfoval Patrick Tambay.[1]

| Pole position  | Vítězství          | Nejrychlejší kolo  |
| Finsko         | Německo            | Německo            |
| Mika Häkkinen  | Michael Schumacher | Michael Schumacher |
| McLaren MP4/14 | Ferrari F399       | Ferrari F399       |
| 1'26.362       | 1:33'44.792        | 1'28.547           |
| 205.507 km/h   | 195.630 km/h       | 200.436 km/h       |
| -------------- | ------------------ | ------------------ |

### Stav MS
- Zelená - vzestup
- Červená - pokles

| *  | Jezdec                | Body |
| -- | --------------------- | ---- |
| 1  | Michael Schumacher    | 16   |
| 2  | Eddie Irvine          | 12   |
| 3  | Mika Häkkinen         | 10   |
| 4  | Heinz-Harald Frentzen | 10   |
| 5  | Ralf Schumacher       | 7    |
| 6  | David Coulthard       | 6    |
| 7  | Rubens Barrichello    | 6    |
| 8  | Giancarlo Fisichella  | 5    |
| 9  | Damon Hill            | 3    |
| 10 | Pedro de la Rosa      | 1    |
| 11 | Olivier Panis         | 1    |
| 12 | Jean Alesi            | 1    |

| * | Vozy     | Body |
| - | -------- | ---- |
| 1 | Ferrari  | 28   |
| 2 | McLaren  | 16   |
| 3 | Jordan   | 13   |
| 4 | Williams | 7    |
| 5 | Stewart  | 6    |
| 6 | Benetton | 5    |
| 7 | Arrows   | 1    |
| 8 | Prost    | 1    |
| 9 | Sauber   | 1    |

| * | Jezdec         | Body |
| - | -------------- | ---- |
| 1 | Německo        | 33   |
| 2 | Velká Británie | 21   |
| 3 | Finsko         | 10   |
| 4 | Brazílie       | 6    |
| 5 | Itálie         | 5    |
| 6 | Francie        | 2    |
| 7 | Španělsko      | 1    |